# Otto Ribbeck
Johann Carl Otto Ribbeck (Erfurt, 23 luglio 1827 – Lipsia, 18 luglio 1898) è stato un filologo classico e latinista tedesco.

## Biografia
Frequentò l'Università di Berlino studiando sotto il magistero di Karl Lachmann, Franz Bopp e August Böckh; successivamente studiò le opere di Friedrich Gottlieb Welcker e Friedrich Ritschl presso l'Università di Bonn.
Dopo aver conseguito la laurea presso l'Università di Berlino, fece un viaggio per l'Italia rimanendovi fino al 1853, quindi ritornò a Berlino dove lavorò come insegnante. Si recò poi a Elberfeld, Berna, Kiel e Heidelberg. Insegnò infine filologia classica a Lipsia.

## Opere
- Scaenicae Romanorum poesis fragmenta, Lipsiae in aedibus B. G. Teubneri, 1852-55, vol. 1, vol. 2.
- P. Vergilius Maro, Aeneis, Lipsiae, in aedibus B. G. Teubneri, 1868.
- Scaenicae Romanorum poesis fragmenta, Lipsiae in aedibus B. G. Teubneri, 1871-73, 2ª ed., vol. 1, vol. 2.
- Scaenicae Romanorum poesis fragmenta, 2 voll. (I: Tragicorum fragmenta; II: Comicorum fragmenta), 3ª ed., Lipsiae, in aedibus B. G. Teubneri, 1897-98.